# Дюденски водопади
Дюденските водопади са група водопади, намиращи се на 12 километра североизточно от Анталия, Турция. Състоят се от две групи - Горни и Долни Дюденски водопади, като долните падат от скалите директно във водите на Средиземно море.

## Описание
Изворите на Дюденските водопади са в карстов район по старинния път между Анталия и Бурдур. Там, съответно на 28-и и 30-и километър се намират два големи карстови извора, наречени Къркгьозлер и Пънарбашъ. Водите от двата извора скоро се събират в едно и потъват в карстова фуния, наречена Бъйъклъ, за да изминат 14 километра под земята и отново да се появят на повърхността в долината при село Варсак, където след малък водопад отново потъват под земята за два километра, и отново се появяват в квартал Дюденбашъ в община Кепез.
Регулатор, изграден пред карстовата фуния, направлява водите от двата извора по канал към водноелектрическата централа Кепез. Използваната за ВЕЦ-а вода се връща обратно към Дюденбашъ по дълъг канал, който образува изкуствени водни каскади. Оттам водата, която по размери е като на голяма река, се разпределя в седем иригационни канала за напояване на земите на североизток от Анталия. Един от потоците е отведен към платформа, където пада от височина 40 метра във водите на Средиземно море. Около този водопад е оформен крайбрежен парк.

## Геокоординати
- Горните Дюденски водопади са с координати: 36°57′49.7″N 30°43′36.1″E.
- Долните Дюденски водопади са с координати: 36°51′03.6″N 30°47′00.1″E.

|  | Тази страница частично или изцяло представлява превод на страницата Düden Waterfalls в Уикипедия на английски. Оригиналният текст, както и този превод, са защитени от Лиценза „Криейтив Комънс – Признание – Споделяне на споделеното“, а за съдържание, създадено преди юни 2009 година – от Лиценза за свободна документация на ГНУ. Прегледайте историята на редакциите на оригиналната страница, както и на преводната страница, за да видите списъка на съавторите. ВАЖНО: Този шаблон се отнася единствено до авторските права върху съдържанието на статията. Добавянето му не отменя изискването да се посочват конкретни източници на твърденията, които да бъдат благонадеждни. |